# Jagtvej (København)
 For alternative betydninger, se Jagtvej. (Se også artikler, som begynder med Jagtvej)
Jagtvej i København strækker sig mellem Ågade (sydlige ende) som forlængelse af Falkoner Allé nordpå gennem Nørrebro og Østerbro, hvor den ved krydset med Østerbrogade skifter navn til Strandboulevarden.
Jagtvejen skærer sig i dag ned gennem Nørrebro og adskiller bydelen i Ydre Nørrebro og Indre Nørrebro. Krydset Jagtvej/Tagensvej ligger 18 m.o.h. Resten af Nørrebro har en højde på ca. 8–12 m.

## Trafik
Vejen er en af de få trafikårer, der fører gennem Nørrebro mellem Østerbro og Frederiksberg. Vejen er tungt trafikeret det meste af døgnet, og Københavns Kommune har flere steder målestationer for luftforurening, der jævnligt giver tal over tolerancegrænserne for forskellige forureningstyper.
Vejen er smallest i den sydlige ende, hvor der langs Assistens Kirkegård kun er én vognbane i hver retning. Dette stykke giver flaskehalsproblemer i de fleste dagtimer. Resten af vejens længde er der to vognbaner i hver retning, hvilket dog ikke helt kan forhindre korte køer ved visse lyskryds.
Vejen betjenes af buslinje 14 mellem Østerbrogade og Lersø Parkallé og af linje 18 mellem Lersø Parkallé og Ågade. Desuden krydses den af en række andre buslinjer.
I 2019 åbnede metrostationerne Poul Henningsens Plads Station, Vibenshus Runddel Station, Nørrebros Runddel Station og Nuuks Plads Station langs med Jagtvej.

## Historie
Den blev anlagt i 1750 fra Falkonérgården til Store Vibenhus. Resten til Østerbrogade fulgte 18 år senere. Vejen var fra start forbeholdt hoffet. Dele af Jagtvejen var før den blev anlagt en sti til jagtselskaber. På Nørrebro havde kongen længe før anlagt en Jagtvej, som ikke har noget med denne at gøre. Af den gamle Jagtvej er kun Møllegade tilbage. Først i midten af 1700-tallet fik folk lov til at betræde alléen, da den blev offentlig tilgængelig. Omkring 1800 opførtes fine landsteder langs gaden.
Ved Den Danske Brigades indmarch 6. maj 1945 blev brigaden beskudt af kollaboratører i krydset Jagtvej/Rantzausgade, hvorved tre brigadefolk blev dræbt. Der er rejst en mindesten ved Landsarkivet for de tre dræbte soldater.

## Nævneværdige lokaliteter
- Landsarkivet for Sjælland, Lolland-Falster og Bornholm – Jagtvej 10
- Assistens Kirkegård – adresse Kapelvej 2, men med indgang også mod Jagtvej
- Ground 69 – Jagtvej 69, tidligere Folkets Hus, der i sin tid blev besat og navngivet "Ungdomshuset" eller "Ungeren"
- Nørrebros Runddel – pladsen hvor Jagtvej krydser Nørrebrogade
- Rigshospitalets Kollegium
- August Krogh Institutet – egentlig adresse Universitetsparken 13, men ligger ud til Jagtvej
- Zoologisk Museum – egentlig adresse Universitetsparken 15. Ligger på hjørnet af disse veje
- Sparekassekollegiet i København – Egentlig adresse Stadens Vænge 1-3
- Taksigelseskirken – Jagtvej 165
- Egmont H. Petersens Kollegium – Egentlig adresse Nørre Allé 75
- Vibenshus Runddel – det eneste sted hvor Jagtvej drejer. Her krydser Lyngbyvej/Nørre Allé på hjørnet af Fælledparken
- Klosterfælleden
- Fælledgården Omsorgscenter – medieomblæst plejehjem på Jagtvej 203
- Poul Henningsens Plads – hvor vejen skifter navn til Strandboulevarden i krydset med Østerbrogade

## Særlig bebyggelse af historisk interesse

### Nørrebro
- Nr. 11: Her lå det nedlagte Archiv Apotek (indrettet 1924 af Valdemar H. Hammer).
- Nr. 13-19: Ejendommen Jagtvej 13-19/Borups Allé 2-4/Humlebækgade 2-14/Gilbjerggade 3 (1905 af Victor Nyebølle)
- Nr. 34: Jagtvejens Skole (1887-88 af Ludvig Fenger, vinduer ændret)
- Nr. 69: Her lå Arbejdernes Forsamlingsbygning (Folkets Hus) fra 1897, senere Ungdomshuset, der blev nedrevet 2007.
- Nr. 78-92: Boligkarreen Jagtvej 78-92/Arresøgade 25-27/Guldbergsgade 101-11 (1915 af Christian Mandrup-Poulsen for AAB, vinduer ændret)
- Nr. 85 var fra 1887-1930 Chr. F. Kehlets Chokoladefabrik. Nr. 85 rummer en Fakta og Dansk Teltmission Perleporten, hvor det siden 1975 har været åbent hus hver aften. Bygningen brændte ned i 2012 og i stedet er opført et helt nyt byggeri.
- Nr. 94-114: Boligkarreen Jagtvej 94-114/Tagensvej 35-37/Guldbergsgade 113-31/Arresøgade 26-28 (1917 af Christian Mandrup-Poulsen for AAB, vinduer ændret)
- Nr. 101-107 er murstensbyggeri fra 1980-1990'erne og hænger sammen byggeri Odinsgade. Mod Jagtvej har bygningen en ret lukket karakter, da der ingen døre er. I den lille slip er der endda to tårne, så fornemmelsen af borg forstærkes. Allerede i 1926 var baggården i nr. 105 ret ussel. Det var lave huse med larmende skiltning, i 1926 var der “Café Restaurant Jagtlyst, Ejer L.P. Christiansen” – og det så gammeldags ud også dengang.
- Nr. 109 har murede detaljer, fx en lille muret bort af ’søjler’, der består af fem mursten med en masse mørtel imellem hver ’søjle’ for at illudere luft.
- Nr. 113: Boligbebyggelsen Jagtvej 113 (1929 af Christian Mandrup-Poulsen). Før det lå her Ægirs Apotek (1909 af P.V. Jensen Klint)
- Nr. 115 springer lidt frem i forhold til nabohuset, og på den smalle gavl er der nu et rids af Rodins ”Grubleren”. I 1930’erne var der en reklame for ”Bähnckes Jodsalt”. På den anden side er der brune og hvide kvindefigurer. I baghuset, mod Odinsgade havde ”Bähnckes Senneps- og Eddikefabrik” til huse i 1919-79. En del af grunden er nu forurenet legeplads.
- Nr. 117 var i oktober 1913 et “Udsalg af brugte Byggematerialer” (Nielsens Plads stod der på indgangsskiltet), og var et lavt træhus bag et hegn med store træer. Senere revet ned for at give plads til bænke og legeplads.
- Nr. 119-121 er i lyst puds, i modsætning til mursten, der præger stort set al bebyggelsen fra voldene og ud. Bemærk den enorme trekantsfronton uden vindue.
- Nr. 129-131: Boligbebyggelsen Jagtvej 129-131/Mimersgade 1-19 og 2-18/Thorsgade 70-74 (1925 af Christian Mandrup-Poulsen)
- Nr. 135-137: Der er leget med mulighederne i murstensornamentik, hvor der også er sandstensborter med dansk flora (mælkebøtter, hestekastanjer, egeblade etc.).
- Nr. 141: Her lå i 1935 den sidste villa på Jagtvej. Den var klassicistisk og fra ca. 1820'erne.
- Nr. 147 havde i 1935 en flot reklame på gavlen for ”Stjerne Pilsner – Ingen Frokost uden”. Hjørnet ud til Tagensvej er ret festligt med vandrette fuger i ”sandsten”, runde ’nitter’ under de buede karnapper og to tårntage komplette med vejrhaner.
- Nr. 149: Kollegiegården (1961) og tankstation, Jagtvej/Tagensvej 52B. Tidligere var der fra 1872 arbejderboliger i lave rækkehuse. De blev inden 1934 degraderet til husvildebarakker og så ud derefter. Naboen var i 1872 sandgraven og senere, 1928, nyttehaver.
- Nr. 151: Aldersrenteboligerne Fogedgården, Fogedmarken (1942-43 af Kay Fisker, vinduer ændret)
- Nr. 153B: er Kvindehjemmet, der har ligget der siden 1945. Det er opført 1943-45 af Louis Hygom, men er siden helt ombygget.
- Nr. 155 B og D: Tidligere bilværkstedskompleks, fejlagtigt kaldet "Brandstationen" (1937 og 1934, den ene halvdel (D) nedrevet)

### Østerbro
- Nr. 163: Københavns Maskinistskole, nu Københavns Tekniske Skole (1941 af Henning Hansen og Carl H. Nimb)
- (Stadens Vænge 1-3): Sparekassekollegiet i København, opført 2002-03
- Nr. 165: Taksigelseskirken (1925-27 af Frederik Kiørboe)
- Nr. 169: Fabriksbygning fra det nedlagte Aldersro Bryggeri (1870)
- Vibenshus Runddel: Egmont H. Petersens Kollegium (1955-57 af Kaj Gottlob)
- Nr. 175: IBM, tidligere Mærsk Data (1999-2000 af Anna Maria Indrio, C.F. Møllers Tegnestue, præmieret). Her lå før Galle & Jessen.
- Nr. 183: Rød murstensbygning fra 1930'erne med kobbertag. Indtil 2008 ejet af Den Katolske Kirke i Danmark.
- Nr. 183B: Kloster og Sankt Augustins Kirke, nu Niels Steensens Gymnasium, Jagtvej 183 B (1912-16 af Emil Jørgensen)
- Nr. 185/Sankt Kjelds Gade 2-12: En langstrakt etageejendom fra 1924 tegnet af Poul Henningsen i en nybarok stil, der står i stærk kontrast til hans senere funktionalisme.
- Nr. 189: Etageejendom i palæstil fra 1912 af Philip Smidth.
- Nr. 200: Kanslergården, Borgmester Jensens Allé 1-5/Jagtvej 200/Serridslevvej/Kanslergade (1918-19 af Henning Hansen, fredet)
- Nr. 202-208: Kanslerhus, Jagtvej/Kanslergade, monumental etageejendom i røde mursten.
- Nr. 211: Garvergården, postmodernistisk boligbebyggelse ved Tegnestuen Vandkunsten (1988-90). Indtil 1986 lå her fabriksanlægget for Hertz Garveri & Skotøjsfabrik og siden Ballin & Hertz' fabrikker. Fabrikken blev besat 1986 og nedrevet året efter. En genbrugt bid af Meyer Hertz' direktørvilla findes stadig mod Jagtvej.
- 213-215: 12-etages højhus med ejerlejligheder (1972 af Svend Fournais)
- Nr. 219: Bolig- og forretningshøjhuset Øbrohus, Jagtvej/Reersøgade (1958-60 af Svenn Eske Kristensen, præmieret)
- Nr. 226: En telefonkiosk fra 1896 af Fritz Koch (fredet 1994).
- Nr. 227: Øbro Bibliotek Jagtvej i nyklassicistisk stil (1921)
- Boligkarreen Østerbrogade 95/Urbansgade 2-4/Jacob Erlandsens Gade 10/Borgmester Jensens Allé 1-5 (1928-29 af Christian Mandrup-Poulsen og Einar Ambt, præmieret)

Nr 211 – 1875 – 1972 M. Hertz´Garveri, fra 1901 M. Hertz´ Garveri og Skotøjsfabrik, senere Ballin & Hertz A/S,fra 1950´erne har huset forskellige andre virksomheder, samtidig med der stadig var produktion af sko. 1988, ombygges til beboelse. FABRIKSBYGNING der går parralel af Masnedøgade ligger der stadig, og er ombygget til beboelse.